# خورن سارگسیان
خورن سارگسیان (ارمنی: Խորեն Սարգսյան؛ ۲ دسامبر ۱۸۹۱ – ۴ آوریل ۱۹۷۰) فیلسوف، منتقد ادبی و استاد دانشگاه اهل ارمنستان که از سال ۱۹۴۳ تا ۱۹۴۷ ریاست انستیتو ادبیات ارمنستان شوروی را برعهده داشت.

## زندگی‌نامه
وی در ۲ دسامبر ۱۸۹۱ در شوشی، جمهوری آرتساخ به دنیا آمد و از دانشگاه دولتی سن پترزبورگ فارغ‌التحصیل شد. وی همچنین برندهٔ جوایزی همچون دانشمند شایسته ارمنستان شوروی شده‌است. وی در ۴ آوریل ۱۹۷۰ در سن ۷۸ سالگی در ایروان درگذشت.